# Witterich

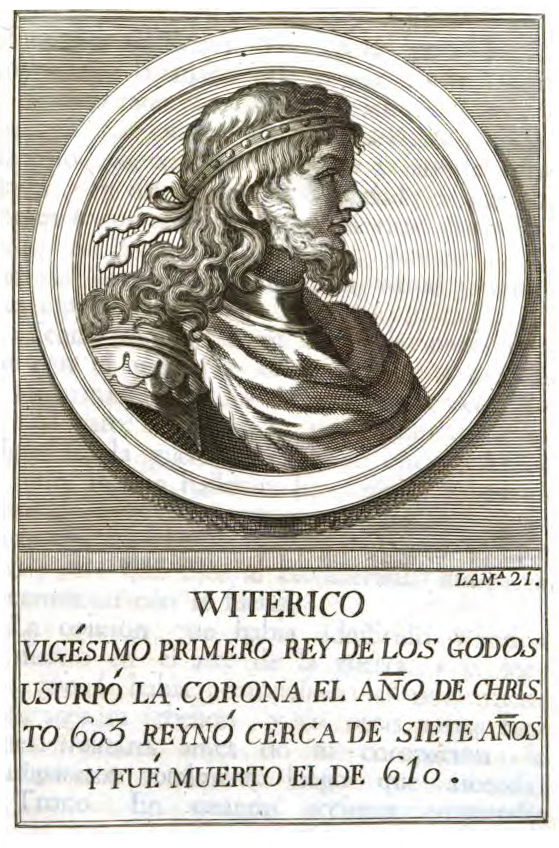
Witterich in einer historisierenden Darstellung des 18. Jahrhunderts

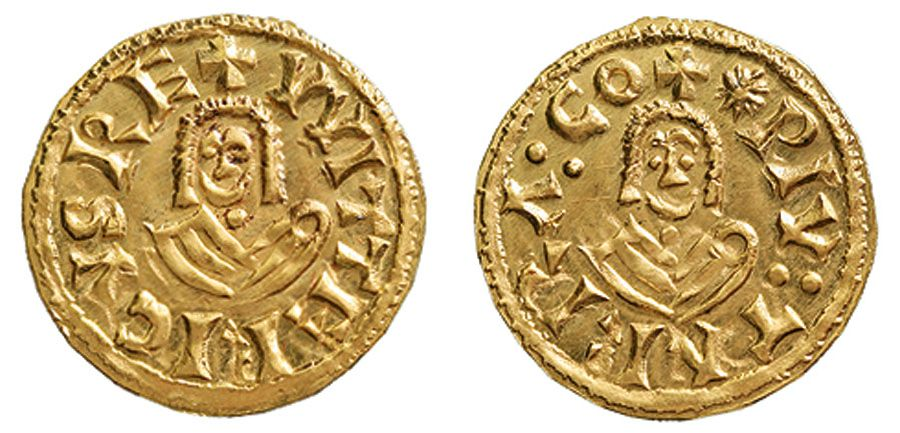
Tremissis geprägt in Tarraco während seiner Regierung

Witterich, spanisch Witerico († April 610) war von Juni/Juli 603 bis April 610 König der Westgoten.
Witterich kam an die Macht, indem er seinen Vorgänger Liuva II. stürzte und ermorden ließ. Damit beendete er die von Leovigild begründete Dynastie (Leovigild, Rekkared I., Liuva II.).
Seine Truppen kämpften mit geringem Erfolg gegen die Byzantiner, die noch Gebiete im Süden der Iberischen Halbinsel beherrschten. 
Witterich hatte eine Tochter namens Ermenberga, die er mit dem Frankenkönig Theuderich II. verheiraten wollte. Ermenberga reiste ins Frankenreich, doch schon bald nach ihrer Ankunft an Theuderichs Hof schickte sie der Frankenkönig zu ihrem Vater zurück, behielt jedoch die Mitgift. Daraufhin schloss der erzürnte Witterich mit Chlothar II., Theudebert II. und dem König der Langobarden, Agilulf, ein Bündnis gegen Theuderich, doch kamen keine militärischen Aktionen zustande.
Im April 610 fiel Witterich, der arianische Restaurationsbestrebungen förderte, schließlich einer Verschwörung der katholischen Fraktion des Hofadels und des katholischen Klerus zum Opfer. Er wurde bei einem Bankett ermordet, sein Körper wurde anschließend schmachvoll durch die Straßen gezogen und ohne Ehrerbietung begraben. Sein Verbündeter, der arianische Bischof Sunna, wurde ins Exil geschickt. Witterichs Nachfolger wurde Gundemar.